# Anacroneuria planada
Anacroneuria planada är en bäcksländeart som beskrevs av Martha Lucia Baena och Rojas 1999. Anacroneuria planada ingår i släktet Anacroneuria och familjen jättebäcksländor. Inga underarter finns listade i Catalogue of Life.